# 帕莱瑟勒
帕莱瑟勒（法語：Palaiseul，法語發音：[palɛzœl]）是法国上马恩省的一个市镇，属于朗格勒区。

## 地理
帕莱瑟勒（47°46'9"N, 5°24'44"E）面积4.98 平方千米，位于法国大東部大區上马恩省，该省份为法国东北部内陆省份，北起马恩省和默兹省，西接奥布省，西南接科多尔省，东南接上索恩省，东临孚日省。
与帕莱瑟勒接壤的市镇（或旧市镇、城区）包括：大厄耶、勒帕伊、维奥洛。

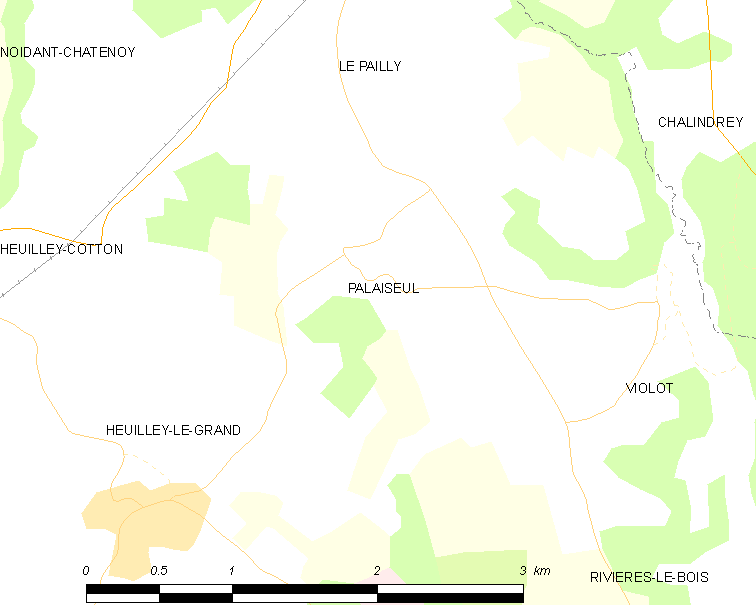
帕莱瑟勒的OSM定位图

帕莱瑟勒的时区为UTC+01:00、UTC+02:00（夏令时）。

## 行政
帕莱瑟勒的邮政编码为52600，INSEE市镇编码为52375。

## 政治
帕莱瑟勒所属的省级选区为沙兰德雷县。

## 人口

1962-2008年间帕莱瑟勒人口变化图示

帕莱瑟勒于2022年1月1日时的人口数量为51人。